# 超級機器人大戰α
《超級機器人大戰α》、《超級機器人大戰α for Dreamcast》（日语：スーパーロボット大戦α、スーパーロボット大戦α for Dreamcast）是萬普發售的回合制战略角色扮演游戏。

## 概要
以SD比例表現的機器人跨界作品「超級機器人大戰系列」作品之一。
本作是DC戰爭系列後第2個系列「α系列」的第1作。當初開發時已決定會製作續篇，之後亦開發了《超級機器人大戰α外傳》、《第2次超級機器人大戰α》2部續篇（下稱「α外傳」、「第2次α」），並以《第3次超級機器人大戰α 終焉之銀河》（下稱「第3次α」）作為完結。而特撮RPG遊戲《超級英雄作戰》在設定上與本作有關。不含分岐共67話。
本作以前的機戰作品都是由外判公司Winkysoft製作，今作是首次直接由子公司Banpresoft擔當開發，亦是製作人寺田貴信首次擔任劇本的作品。以吸納新玩家為目標，並以方便玩家為首要目標進行改良。系列作中首次於戰鬥動畫採用「Full Animation」，作品的店鋪宣傳影像公開時更吸引了大群公眾停步觀看。不只如此，更首次讓玩家選擇是否觀看戰鬥動畫，以縮短遊玩時間並避免因戰鬥動畫的複雑化令遊玩時間被拖長。另外，不惜冒著放棄現有玩家的風險將難易度減低。雖然這些計劃令開發過程出現諸多幾乎令公司倒閉的困難，但卻取得了系列最高銷售量70萬部的成績，更在「PlayStation Awards 2001」得到了超級機器人大戰系列的首個金獎（頒贈給累計出貨量50萬以上、100萬以下的遊戲）。
PS版最初予定在1999年12月29日發售，但結果延期至2000年5月25日才正式發售。
附贈腕帶和錶帶的限定版「LIMITED EDITION」亦同時發售。又在2001年11月22日發售PS one Books版。在2005年7月28日《第3次α》發售時，同時發售了包括《α外傳》、《第2次α》的《超級機器人大戰α PREMIUM EDITION》。2011年12月21日則在Game Archives提供付費下載。

### Dreamcast版
1999年6月1日，「SEGA New Challenge Conference '99」上發表了製作Dreamcast版《超級機器人大戰α》。DC版α是系列首次採用3D多邊形製作機體的圖像。但是，因為首次製作3D多邊形圖像，加上一直未能決定演出的方向性，導致不斷出現錯誤。再者，400台機體的模組設計也耗費了大量時間，令開發極其困難，結果發售日也遲遲未能決定。本來發售日決定在2001年7月26日，但後來又再延期，最後在2001年8月30日才正式發售（比續篇《α外傳》還要遲）。發售當時甚至連Dreamcast主機亦已停產。因為本作開發時間過長，令開發組在之後專注開發2D作品，3D圖像作品的企劃則有一段時間被擱置。
劇本方面，DC版也作出了一些變更。首先登場作品加入了由Sunrise Interactive製作的DC遊戲《Sunrise英雄譚》中登場的《機甲世紀G Breaker》。另外，故事上也追加了不下接《α外傳》，在本作直接完結的劇情。即使與PS版共通的劇情上也作出了若干變更。
系統上則加入了在《超級機器人大戰64》中正式採用的合體攻撃，也加入了中斷戰鬥動畫功能。另外，戰鬥版面也變成可以回轉的3D版面。難易度方面，由於PS版難度太低（甚至被揶揄「一擊就能擊破最終首領」），因此重新設計難易度，結果雖然沒有《α外傳》般困難，但在平衡度上也作出了相當的向上調整。

## 劇情大綱
新西曆179年，地球聯邦政府和公國間的一年战争已步向末期。突然出現在L5宙域的「巨大物體」，將兩軍大半宇宙艦隊捲入並墜毀在南太平洋亞塔利亞島。對此之後被命名為ASS-1的巨大物體進行調查後，確認了此物是地球外知性生命體使用的巨大宇宙戰艦，以及太陽系外正在進行大規模的恆星間戰爭的事實。
墜毀騷動讓一年戰争停戰。地球聯邦政府為備戰可能被捲入的外星人戰爭，開始擴大軍備。將從ASS-1解析來的技術（EOT）導入機動兵器，打造超大型宇宙戰艦Exelion，甚至將ASS-1修復改建成SDF-1 馬克羅斯，並以馬克羅斯為中心組成聯邦特別宇宙軍「SDF」。
新西暦187年。在地球聯邦政府與眾多反地聯組織明爭暗鬥之中，巨人型外星人組成的傑特拉帝軍，以及其敵對的澤·巴爾瑪利帝國（帝國前鋒艦隊被地球方取名為「侵略者」）終於開始正式進犯地球圈。地球圈陷入大混亂，但以眾超級機器人和隆德·貝爾隊為中心的SDF艦隊仍勉強撐住了外星人的攻勢。可是在激戰中，以壓倒性的數量與暴力，讓傑特拉帝軍和澤·巴爾瑪利帝國也束手無策，全宇宙知性生命體之敵的宇宙怪獸（STMC）逼近太陽系。人類為了生存，決定在太陽系第13行星雷王星周邊鑿沉Exelion，人為引發重力塌縮來消滅逼近的宇宙怪獸大集團。作戰奇蹟式的成功，雖然留下了許多問題，地球圈的混亂還是暫時劃下休止符。
這一系列的戰事，在α系列的續作中被統稱為「巴爾瑪戰役」。

## 參戰作品

### 一覽
★號為系列初參戰作品。V是首次加入配音的作品。
- 超獸機神斷空我（超獣機神ダンクーガ）
- 新世紀福音戰士（新世紀エヴァンゲリオン）
- ★THE END OF EVANGELION（THE END OF EVANGELION）
- ★機甲世紀G Breaker（機甲世紀Gブレイカー）[† 3]（只在DC版參戰）
- 機動戰士高達（機動戦士ガンダム）
- 機動戰士高達0080：口袋中的戰爭（機動戦士ガンダム0080 ポケットの中の戦争）
- 機動戰士高達0083：星塵的回憶（機動戦士ガンダム0083 STARDUST MEMORY）
- 機動戰士Ζ GUNDAM（機動戦士Ζガンダム）
- 機動戰士高達ZZ（機動戦士ガンダムΖΖ）
- 機動戰士高達 馬沙之反擊（機動戦士ガンダム 逆襲のシャア）
- 機動戰士GUNDAM F91（機動戦士ガンダムF91）
- 機動戰士V GUNDAM（機動戦士Vガンダム）
- 新機動戰記高達W（新機動戦記ガンダムW）
- 新機動戰記GUNDAM W 無盡的華爾茲（新機動戦記ガンダムW Endless Waltz）
- 無敵鋼人泰坦3（無敵鋼人ダイターン3）
- 聖戰士登霸（聖戦士ダンバイン）
- 鐵甲萬能俠（マジンガーZ）
- 鐵甲萬能俠2號（グレートマジンガー）
- 劇場版鐵甲萬能俠系列（劇場版マジンガーシリーズ）
- 三一萬能俠（ゲッターロボ）
- 三一萬能俠G（ゲッターロボG）
- 真三一萬能俠（原作漫畫版）（真・ゲッターロボ（原作漫画版））
- 超電磁機器人 孔巴德拉V（超電磁ロボ コン・バトラーV）
- V型電磁俠（超電磁マシーン ボルテスV）
- 勇者萊汀（勇者ライディーン）
- 飛越巔峰（トップをねらえ!）
- V機械巨神 地球靜止之日（ジャイアントロボ THE ANIMATION -地球が静止する日）
- ★超時空要塞（超時空要塞マクロス）
- ★超時空要塞 愛、還記得嗎？（超時空要塞マクロス 愛・おぼえていますか）
- ★Macross Plus（マクロスプラス）
- 萬普原創（バンプレストオリジナル）
- 超機大戰SRX（超機大戦SRX）
- 魔裝機神 THE LORD OF ELEMENTAL（魔装機神 THE LORD OF ELEMENTAL）

### 解說
《新世紀福音戰士劇場版：THE END OF EVANGELION》・《超時空要塞》・《超時空要塞 愛、還記得嗎？》・《Macross Plus》4部作品初參戰。DC版再加入了《Sunrise英雄譚》的原創作品《機甲世紀G Breaker》，是首次有遊戲作品參戰。另外，《機動戰士GUNDAM F90》的高達F90V作為隱藏機體登場。原創機體無敵鐵金剛凱撒亦繼《超級機器人大戰F》後繼續參戰。
《超時空要塞》和《超時空要塞 愛、還記得嗎？》之間出現設定差異是，基本都根據後者的設定為準。而故事舞台設定在上述兩作30年後的《Macross Plus》於本作變更為跟上兩作處於同一故事舞台。另外《Macross Plus》本來是打算在《第2次α》才登場的。
在眾多高達系列作品中，只有《機動戰士高達》的故事被安排為過去發生的。但是和原作不同，所羅門攻略戰變成中途休戰，家的角色也有登場。另外，原作中在所羅門攻略戰前已經死亡的蘭巴·拉爾（ランバ・ラル）和黑色三連星都仍然生存，相反在所羅門攻略戰中仍生存的卻已死亡。此外，以《機動戰士Ζ GUNDAM》的克瓦特羅·巴吉納的身分登場，故《機動戰士高達 馬沙之反擊》的故事並沒有採用。《機動戰士V GUNDAM》的敵對勢力贊斯卡爾帝國被描寫成木星人，而且根據地不是殖民星而是木星。另外，在過去的作品中高達都有附上眼睛，今作開始終於取消。但PS版開發中的畫面和CG動畫中仍然有眼睛。
DC戰爭系列中登場的《魔裝機神 THE LORD OF ELEMENTAL》和《新超級機器人大戰》中登場的《超機大戰SRX》被記述為獨立的參戰作品，而非納入《萬普原創》。

### 封面登場機体
本作封面登場機體首次採用3D模組。
- 鐵甲萬能俠（鐵甲萬能俠）
- VF-1S（洛伊·福克・SPECIAL）（超時空要塞）
- （超電磁機器人 孔巴德拉V）
- 鐵甲人（機械巨神 地球靜止之日）
- 斷空我（超獸機神斷空我）
- （勇者雷登）
- GunBuster（飛越巔峰）
- EVA初號機（新世紀福音戰士）
- V2高達（機動戰士V高達）

## 原創角色
DC戰爭系列中的主要敵人神聖十字軍（Divine Crusaders、下稱DC）於本作中雖然變為我方，但總裁比安·索達克（ビアン・ゾルダーク）在宣布「人類已無處可逃」後在木星圈失蹤。

### 原創主人公
與《第4次超級機器人大戰》和《超級機器人大戰F》一樣，可根據性別、4種類的性格、超級系或真實系選擇主人公。根據所選性格戀人的性格也會變化。角色設計由河野さち子擔當。和《第4次》與《F》不同，本作的主人公在故事上擔當十分重要的角色，與其他作品有很多交流。
遊戲開始時要先進行主人公的設定。雖然聲優只能根據性格轉變，但名字與外貌則可以任意變更，而根據生日則可以習得不同的精神指令。超級系的機體是古倫加斯特貳式和龍虎王。真實系則為凶鳥Mk-II和凶鳥Mk-III。
主人公和戀人的背景設定方面，超級系是跟兜甲兒一樣為東城學園的高校生，真實系則為毛氏工業的社員。兩者皆於序盤突然被卷入戰鬥，然後戀人失蹤。之後主人公成為隆巴納隊的一員，而戀人則失去了記憶並被伊魯姆保護。雖然伊魯姆與戀人曾因為個人目的而與隆巴納隊戰鬥，但最終也會加入我方。順帶一提，不論主人公是超級系還是真實系，戀人的能力都是偏向超級系的。
布魯克林（ブルックリン）、諒斗（リョウト）、楠葉（クスハ）、蕾歐娜（レオナ）4人在本作登場前已在《超級英雄作戰》中以儲存角色登場。另外上述4人的聲優都是隸屬於當時萬普的子公司兼聲優事務所ミューラス的新人聲優。
之後的《第2次α》及《第3次α》中，楠葉以超級系的設定繼續參戰，布魯克林亦跟本作一樣以楠葉的搭檔身分參戰。
布魯克林·拉克菲德（聲優：杉田智和）
認真且富正義感。愛稱是是布里德（ブリット）。戰後加入DC，擔當人型機動兵器的測試駕駛員。
精通劍道、有時會對日本文化產生誤會的設定在OG系列也存在。
《第2次α》《第3次α》的楠葉篇亦以以楠葉的搭檔身分參戰。
冰川 諒斗（聲優：小林由美子）
內向且優柔。戰後仍留在隆巴納隊。
本家是空手道場，本人對機械、電腦等十分熟悉的設定在OG系列也存在。
佑樹·傑格（聲優：真殿光昭）
沉著冷靜且頭腦清晰。愛稱是佑（ユウ）。戰後加入宇宙開發公團。
十分喜歡紅茶，在作中有頗多關於紅茶的發言。經常保持著紳士的態度。遇上異星人、怪奇現象是一般不太願意承認，內心更會陷入混亂的設定在本作沒有特別被描寫，但在OG系列則有被提及。
真宮寺 祐（聲優：山口勝平）
樂觀且活力充沛。戰後跟破嵐万丈一起致力於戰後復興。
喜歡測試自己的運氣。手工很靈巧。好女色，雖然反應很快但其實是運動白痴的設定在OG系列也存在。
慕容 琉（聲優：夏樹莉緒）
認真且富正義感。真實系的話戰後返回本家，超級系的話則選擇單身留學。
其實是毛氏工業高層的女兒，不過這設定只有在OG系列被提及，在本作中卻沒有出現。
水羽 楠葉（聲優：高橋美佳子）
內向且優柔。戰後決定成為醫生並開始相關的學習。
喜歡長時間洗澡。本作沒有製作營養飲品（楠葉汁）的興趣。OG系列是隆聖的青梅竹馬，α系列則沒有這設定。不過在《第3次α》的特別劇情中有關於此設定的對話。
《第2次α》《第3次α》的楠葉以超級系主人公身分登場，並繼承了決定成為醫生的設定。另外本作中楠葉的初期設定是真實系。
蕾歐娜·加修坦（聲優：雛野まよ（現・榊原由依））
沉著冷靜且頭腦清晰。戰後聽從洛伊·福克（ロイ・フォッカー）和布魯諾·J·葛洛佛（ブルーノ・J・グローバル）的建議加入了SDF。
不會料理而且是音痴。和SRX小隊的萊是表兄妹關係，不過在本作沒有提及。除了音痴的設定外，其他設定在OG系列都繼續存在（音痴的設定方面，製作人寺田貴信在曾提及「曾經為了是否使用這個設定而迷惑過」。
擔當聲優榊原由依曾提及「自己選拔時的音聲在遊戲本篇中也有被使用」。
瑞卡菈·鮑寧（聲優：松本梨香）
樂觀且活力充沛。愛稱卡菈（カーラ）或瑞卡（リルカ）（OG系列使用前者）。戰後決定成為藝人。
浪漫且愛照顧人的設定在OG系列也存在。

### 超機大戰SRX
《新超級機器人大戰》（下稱「新」）中登場的SRX小隊及《超級英雄作戰》的主人公們。設定及世界觀都被重新建構。各角色以及機體的詳細請參照SRX計畫。
伊達 隆聖（聲優：三木真一郎）
《超機大戰SRX》的主人公。R-1及SRX的駕駛員。
喜歡超級機器人的設定跟《新》一樣，但以遊戲感覺參與戰爭的設定則被取消。
萊迪斯·F·布蘭修坦（聲優：置鮎龍太郎）
R-2的駕駛員。專用BGM「ICE MAN」在本作首次登場。
古林 彩（聲優：冬馬由美）
R-3的駕駛員。在《新》中的月面地圖的BGM「PSYCHIC ENERGY」在本作開始成為彩的專用BGM。
在《新》中，彩喜歡，本作則喜歡英格蘭姆。
英格蘭姆·普利斯肯（聲優：古澤徹）
SRX小隊的教官。乘坐機體為R-GUN強化型。原本是《超級英雄作戰》的男主人公。
真正身分是侵略者派遣到地球的工作員，遊戲中盤脫離的方並返回侵略者。
為了促進原創主人公及隆聖作為泛超能力者（サイコドライバー）的覺醒而進行了很多工作。表面上是為了增強侵略者的實力，但真正的目的卻是要打倒尤傑斯·戈佐（ユーゼス・ゴッツォ）。
雖然最終仍然被尤傑斯操控，但若達成特定條件便可透過隆聖在最後一話說得並加入我方。
卡克·漢米爾
SRX計畫的工作人員之一。原本是毛氏工業的社員。雖然設定上在《新》是存在的，但正式登場是在本作。
羅伯特·H·大宮
SRX計畫的工作人員之一。特斯拉研究所的研究員。雖然設定上在《新》是存在的，但正式登場是在本作。
古林 兼三
SRX計畫的工作人員之一。腦醫學的權威兼古林彩的父親。雖然設定上在《新》是存在的，但正式登場是在本作。

### 魔裝機神 THE LORD OF ELEMENTAL
於DC戰爭系列中也有登場的原創角色們。本作有關他們的劇情都不是由DC戰爭系列的總監督和《魔裝機神 THE LORD OF ELEMENTAL》的原作者阪田雅彦（Winkysoft所屬）負責。
本作於魔裝機神的故事中相當於《第2次超級機器人大戰》的故事。雖然廣播劇CD《超級機器人大戰α ORIGINAL SCORE I》中有描寫其前日談，但故事上有部分出入，而在DC版的追加路線中，愁則表示在這時（DC版α）已經開如步進與不同的歷史。
安藤 正樹（聲優：綠川光）
《魔裝機神 THE LORD OF ELEMENTAL》的主人公。賽巴斯塔（サイバスター）的操者（魔裝機神世界中駕駛員被稱作「操者」）。
與DC戰爭系列同樣因為追趕愁而來到地上。DC版中則能使用「原質烈風」（アカシックバスター）與「T-LINK鐵拳」（T-LINKナックル）的合體攻擊。
小黑、小白（聲優：佐久間玲（小黑）・折笠愛（小白））
正樹的使魔。今作仍然被愛貓的赤木律子博士所寵愛。
琉妮·索達克（聲優：日高奈留美）
瓦爾西翁妮R（ヴァルシオーネR）的駕駛員。與父親—比安·索達克（ビアン・ゾルダーク）一起前往木星圈，但與木星人對立並被追趕時得到隆巴納隊所救。
因為比安還沒有死，所以本作中琉妮遇上正樹的劇情和DC戰爭系列大不相同。
白河 愁（聲優：子安武人）
格蘭森（グランゾン）的駕駛員。DC的副總裁。
由於與OG不同，DC沒有跟玩家的部隊敵對，因此他由始至終都是以我方登場。但在DC版追加的新路線中則成為了最終首領。
琪卡
愁的使魔。雖然有少許台詞，但與愁以外的人物毫無交流。
不同於DC戰爭系列，琪卡沒有留在拉·基亞斯（ラ・ギアス）而是與愁一起行動。
貴家 澪
在某關卡中，被召喚至拉·基亞斯前的她有登場。

### 其他
《第4次》及《F》的主人公伊魯姆（イルム）及琳（リン）在本作亦有登場，但年齡大了近10歳，而且設定也有不同。伊魯姆被設定為主人公的對手，但若根據選擇肢獲得的隱藏點數「對手點數（ライバルポイント）」達到6點或以上的話，在遊戲終盤則會加入我方。
伊倫加特·風原（聲優：堀内賢雄）
通稱伊魯姆。原本是PTX小隊的駕駛員。主人公是真實系的話會駕駛古倫加斯特改、超級系的話則是凶鳥EX。
對SRX計畫與英格蘭姆並不信任，一邊保護被奪去記憶兼被迫參加SRX計畫的主人公戀人，一邊搶奪SRX計畫的新型機並脫離軍隊。
伊魯姆也是正樹以前回到地上遇見過的連邦軍駕駛員。另外也曾駕駛亡靈與瓦爾西翁妮進行模擬戰。
毛 琳
原本是PTX小隊的駕駛員，現在則離開了軍隊並成為毛氏工業的社長。是伊魯姆的舊戀人。
本作中只有對話而沒有參加戰鬥。曾經喜歡上英格蘭姆。
安西 繪理
在蚩尤塚調查超機人的考古學者。初登場是《新超級機器人大戰》。
被同樣想獲得超機人的BF團追趕時被國際警察機構保護。

### 侵略者（エアロゲイター）
目的為侵略地球地球的外星人勢力。「侵略者」是地球人給予的名稱，正式名稱是澤·巴爾瑪利帝國（ゼ・バルマリィ帝国）邊境銀河方面軍第7艦隊。
本作的侵略者是統合了在《新》中登場的澤·巴爾瑪利帝國，以及在《超級機器人Spirit》中登場的侵略者的勢力。亦有《超級英雄作戰》的角色所屬於侵略者。他們於本作的角色相等於超時空要塞系列的監察軍，並在以前持有SDF-1 馬克羅斯，和身處外宇宙的天頂星人軍長年不斷地戰鬥著。
本作中的侵略者已支配了版權作品的一些外星人勢力如超電磁機器人 孔巴德拉V的金巴利星和V型電磁俠的波亞桑星，並與木星勢力採取協力體制。除了大將軍加路達和海尼爾王子外，地球人的和夏比羅·基斯（シャピロ・キーツ）都是他們的幹部。
拉奧迪基亞·朱迪卡·戈佐（聲優：速水獎）
第7艦隊的司令，軍階是士師。初登場為《新》的澤·巴爾瑪利帝國指揮官。實際上是戈佐家製造的人造人。
為了把地球的軍事技術併入自己軍隊中而侵略地球。最終決戰搭乘。
PS版中一直被尤傑斯利用，DC版的追加劇情中拉奧迪基亞的真身有登場。
尤傑斯·戈佐（聲優：大友龍三郎）
第7艦隊的副司令，軍階是騎爵。是首名出場的真正戈佐家成員。初登場為《超級英雄作戰》的科學家。
暗地裡操縱拉奧迪基亞，為了完成而進行了很多工作。
PS版是最終首領，在DC版的追加路線中則被拉奧迪基亞的真身肅清。
蕾比·托拉（聲優：折笠愛）
第7艦隊的戰爵。初登場為《超級機器人Spirit》的侵略者指揮官。
駕駛朱迪卡（ジュデッカ）屢次攻擊隆巴納隊，但其正體其實是被尤傑斯洗腦的地球人。其後被隆巴納隊保護，若能達成特定條件則會成為R-GUN強化型（R-GUNパワード）的駕駛員。
蕾比於本作開始，設定上為彩的妹妹「古林 舞（マイ・コバヤシ）」。本作中沒有透露這個設定，但OG系列的舞被設定為於本作初登場。
專用BGM是「MARIONETTE MESSIAH」。
薇蕾塔·巴迪姆（聲優：田中敦子）
第7艦隊的女士官。初登場為《超級英雄作戰》的女主人公。姓氏因故事上的關係在本作中從普利斯肯（プリスケン）變更為巴迪姆（バディム）。
與英格蘭姆有著相同目的，與歸還到第7艦隊英格蘭姆以交換的形式加入SRX小隊，若蕾比沒有成為駕駛員的話，薇蕾塔就會成為R-GUN強化型的駕駛員。
專用BGM和蕾比同樣是「MARIONETTE MESSIAH」。

## 工作人員
製作人
寺田貴信、じっぱひとからげ
劇本・總監督
寺田貴信
原創機體設計
カトキハジメ、宮武一貴、森木靖秦、永井豪、石川賢、丸山功一、杉浦俊朗、守谷淳一
原創人物設計
河野さち子
圖像總監督
杉浦俊朗
音響
鶴山尚史、花岡拓也

## 推廣活動

### 超級機器人大戰大感謝祭
在1999年8月20日於ZeppTokyo舉辦的感謝活動。同時舉行了《超級機器人大戰α》的發表記者會。

### 發售記念活動
PS版發售當日舉行了「超級機器人大戰α發售記念活動 in SHIBUYA」。除了有SD版ν高雄的攝影會外，Kirakira☆メロディ学園的成員也有參加。

### 購入特典
PS版的予約特典是特製A1海報。
DC版的予約特典は、特製R-1金屬手機繩。

### 抽獎活動
為了紀念本作以及《召喚夜響曲》的發售，舉行了特別版手機的抽獎活動。

## 關連商品

### 攻略本
- スーパーロボット大戦α 完全攻略ガイド ISBN 9784840214483
- スーパーロボット大戦α攻略本 魂 ISBN 9784925075794
- スーパーロボット大戦α 必勝攻略法 ISBN 9784575162233
- スーパーロボット大戦α Final Complete Plan 最終設計伝導書 ISBN 9784087790603
- スーパーロボット大戦α 攻略聖典 ISBN 9784840101134
- スーパーロボット大戦α パーフェクトガイド ISBN 9784797313307
- スーパーロボット大戦α コンプリートガイド ISBN 9784757701359
- スーパーロボット大戦α イベント攻略全書 ISBN 9784063393668
- スーパーロボット大戦α for Dreamcast パーフェクトガイド ISBN 9784797317701

### 漫畫
スーパーロボット大戦α THE STORY 竜が滅ぶ日
講談社、作:長谷川裕一、マガジンZコミックス全1卷。ISBN 9784063490640
《鐵甲萬能俠》的短期集中連載作品。相當於遊戲本篇的前日談，描寫了本作中沒有談及的恐龍帝國（《三一萬能俠》中登場的敵對組織）的地上侵略。當初打算於最終話跟恐龍帝國之間作出最終對決，但因為連載時已決定開發《α外傳》，變更為因為主要幹部逃亡而終戰。DC版亦有根據此作的結局在PS版的內容上作出少許變更。
スーパーロボット大戦トリビュート 1 α編
講談社、マガジンZコミックスデラックス。ISBN 9784063343991
萬普監修的漫畫選集。描寫了在遊戲中未有提及的小故事。
スーパーロボット大戦α さいこどらいばぁず
enterbrain、作:こいでたく、ブロスコミックス全1卷。ISBN 9784757705968
於《月刊ファミ通ブロス》連載的作品。超級系的楠葉作為主人公搞笑漫畫。
スーパーロボット大戦α 4コマギャグバトル
2000年9月10日初版、光文社、火の玉ゲームコミックシリーズ。ISBN 9784334805081
數名作家的二次創作4格漫畫。
スーパーロボット大戦α 4コマギャグバトル 大合体編
2000年12月10日初版、光文社、火の玉ゲームコミックシリーズ。ISBN 9784334805159
數名作家的二次創作4格漫畫。
スーパーロボット大戦α コミックアンソロジー
2000年10月10日初版、光文社、火の玉ゲームコミックシリーズ。ISBN 9784334805104
數名作家的二次創作4格漫畫。
スーパーロボット大戦α コミックアンソロジー 勇者たちの咆哮
2001年1月10日初版、光文社、火の玉ゲームコミックシリーズ。ISBN 9784334805173
數名作家的二次創作短篇漫畫。
スーパーロボット大戦α 4コママンガ笑スタジアム
宙出版、おおぞら笑コミックス。ISBN 9784872874532
數名作家的二次創作4格漫畫。
スーパーロボット大戦α for Dreamcast 4コママンガ笑スタジアム
宙出版、おおぞら笑コミックス。ISBN 9784872875713
數名作家的二次創作4格漫畫。
スーパーロボット大戦α コミックアンソロジー
2002年4月15日初版、一迅社、DNAメディアコミックス。ISBN 9784758000376
數名作家的二次創作短篇漫畫。
スーパーロボット大戦α アンソロジーコミック
2000年12月9日初版、enterbrain、ブロスコミックス。ISBN 9784757702004
數名作家的二次創作短篇漫畫。
スーパーロボット大戦α ギャグウェポン
2000年8月25日初版、學習研究社、ノーラコミックスデラックス。ISBN 9784056023527
收錄了數名漫畫家創作的，有關本作的4格漫畫和短篇漫畫，以及津島直人於「月刊コミックNORA」中連載二次創作短篇漫畫。

### CD
スーパーロボット大戦α ORIGINAL SCORE I ~天空の章~
2000年3月15日發售 ファーストスマイル・エンタテインメント
收錄了《魔裝機神 THE LORD OF ELEMENTAL》的角色的前日談的廣播劇・歌曲・本篇BGM。
スーパーロボット大戦α ORIGINAL SCORE II ~大地の章~
2000年4月19日發售 ファーストスマイル・エンタテインメント
收錄了《超機大戰SRX》的角色的前日談的廣播劇・歌曲・本篇BGM。
スーパーロボット大戦α ORIGINAL SCORE III ~戦士の章~
2000年5月17日發售 ファーストスマイル・エンタテインメント
收錄了主人公機的歌曲・本篇BGM。
スーパーロボット大戦α オリジナルサウンドトラック＆アレンジ
2000年7月29日發售 ファーストスマイル・エンタテインメント
收錄了本篇BGM及新篇曲BGM的原聲CD。
スーパーロボット大戦α コンプリートサウンドトラック
2001年8月1日發售 ランティス
《α外傳》發售時發售的原聲CD。收錄了PS版、DC版及《α外傳》的BGM。
負けないぜ!ガンレオン 葉山宏治 スーパーロボット大戦オリジナル音源集
2008年12月28日發售 D4エンタープライズ
收錄了葉山宏治作曲的BGM的原始音源。

## 外部連結
- 萬普官方網頁 超級機器人大戰α 介紹網頁
- PS官方網頁 超級機器人大戰α（通常版）介紹網頁 （页面存档备份，存于）
- PS官方網頁 超級機器人大戰α（限定版）介紹網頁 （页面存档备份，存于）
- PS官方網頁 超級機器人大戰α（PS one Books版）介紹網頁 （页面存档备份，存于）
- PS官方網頁 超級機器人大戰α（Game Archives版）介紹網頁 （页面存档备份，存于）
- PS官方網頁 超級機器人大戰α PREMIUM EDITION 介紹網頁 （页面存档备份，存于）
- 萬普官方網頁 超級機器人大戰α for Dreamcast 介紹網頁
- Sega官方網頁 超級機器人大戰α for Dreamcast 介紹網頁 （页面存档备份，存于）